# Universitat per a Estrangers de Siena
La Universitat per a Estrangers de Siena (en italià: Università per Stranieri di Siena; acrònim: Unistrasi) és una universitat estatal italiana d'ençà la llei fundacional del 17 de febrer de 1992. Té els seus orígens en l'Scuola di Lingua Italiana per Stranieri, que es va inaugurar a Siena l'1 d'agost de 1917 i que representa de facto el nucli original de la universitat.

## Història
La UniStraSi és hereva de la tradició centenària de l'ensenyament de l'italià a Siena, que neix el 1588 amb l'establiment de la primera «Cattedra di Toscana favella» per a donar suport als alumnes alemanys que estudiaven a la ciutat.
Actualment s'ocupa de l'ensenyament i la difusió de la llengua i la cultura italiana en contacte amb altres llengües i amb la formació de professorat d'italià com a llengua estrangera. Organitza graus, màsters i doctorats de recerca a estudiants italians i estrangers.
La seu, traslladada l'any 2008 de l'edifici històric de via di Pantaneto al modern edifici lineal situat prop de l'estació de tren de Siena, alberga una biblioteca i un auditori, així com les aules i la seu administrativa.
El 2023, el director de l'Institut Ramon Llull, Pere Almeda, i el rector de la Unistrasi, Tomaso Montanari, van signar un conveni marc de col·laboració de quatre anys per a la creació del Centre d'Estudis Catalans a la universitat italiana, on s'imparteixen estudis catalans des del 2015.